# 26302 Zimolzak
26302 Zimolzak este un asteroid din centura principală de asteroizi.

## Descriere
26302 Zimolzak este un asteroid din centura principală de asteroizi. A fost descoperit pe 26 septembrie 1998 la Socorro, New Mexico, în cadrul proiectului LINEAR. Asteroidul prezintă o orbită caracterizată de o semiaxă mare de 2,21 ua, o excentricitate de 0,13 și o înclinație de 1,3° în raport cu ecliptica.